# Siège du fort de Bard
Guerre de la deuxième coalition
Le siège du fort de Bard se déroule du 14 mai au 1er juin 1800 dans la vallée d'Aoste, dans le cadre de la guerre de la deuxième coalition. Il oppose les troupes françaises menées par Napoléon Bonaparte aux troupes autrichiennes et lombardes retranchées dans le fort de Bard, commandées par Josef Bernkopf. L'opération se solde par une victoire française.

## Contexte
Après le retour de Bonaparte en urgence en France à la suite de la formation de la Deuxième coalition, l'« Armée de réserve » menée pas le Premier consul se dirige vers la plaine du Pô pour surprendre l'armée austro-piémontaise. Cette armée de 40 000 hommes vient de franchir le col du Grand-Saint-Bernard et se retrouve bloquée par le fort de Bard, gardé par 300 Autrichiens et 100 Lombards.

## Le siège

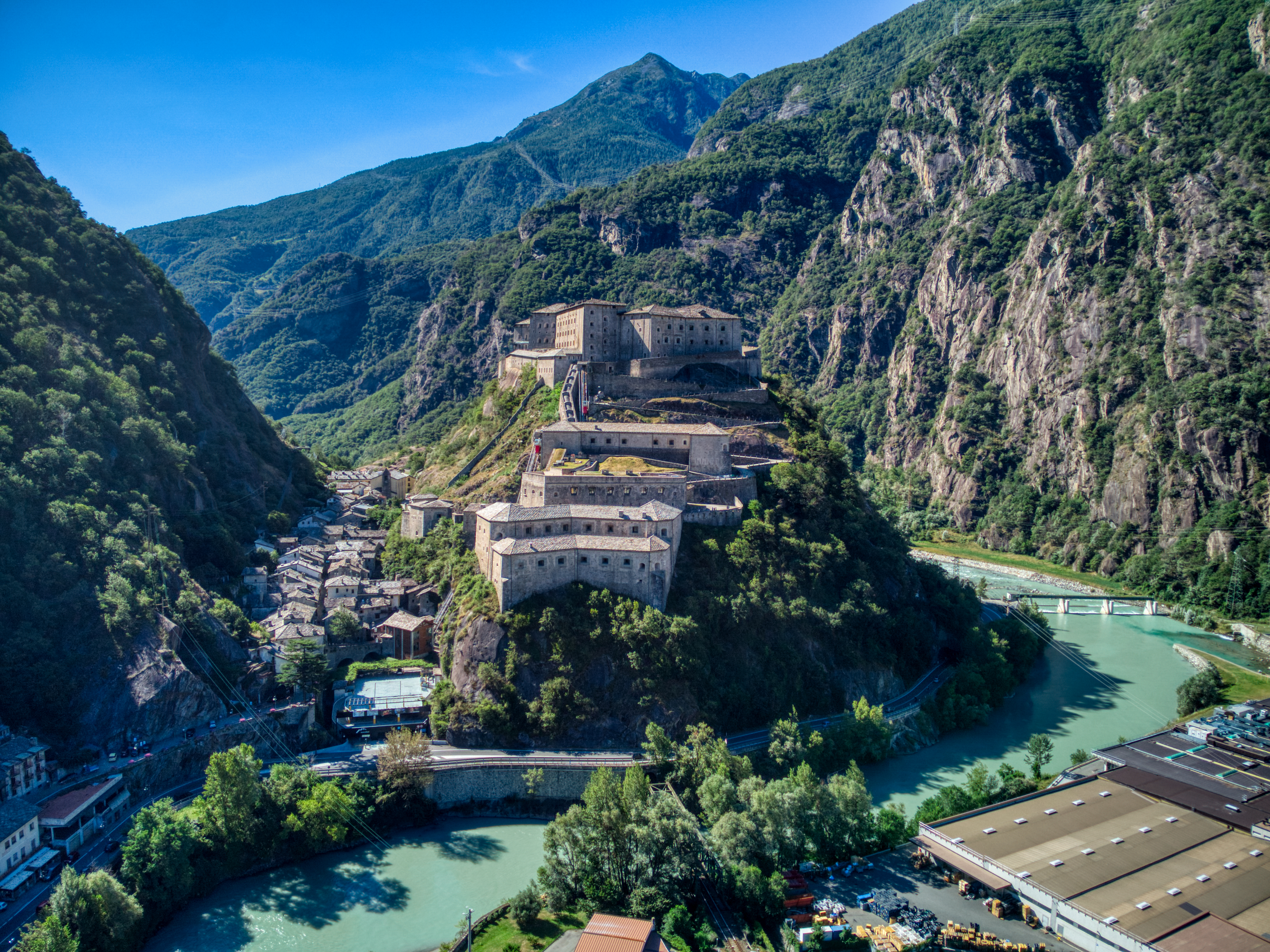
Le fort de Bard en 2023.

Le 14 mai, les premières troupes françaises se retrouvent bloquées par le fort de Bard. Il faut attendre le 20 mai pour que le général Dupont lance un ultimatum à Josef Bernkopf, reddition que le commandant du fort refuse. Le 21 mai, les troupes françaises contournent le fort à l'exception de l'artillerie pour l'encercler en s'emparant du village de Bard. 
Dans la matinée du 26 mai, le fort est attaqué par 300 grenadiers afin de détourner l'attention de la garnison d'une force plus petite qui tente de traverser la Doire. Les défenseurs tuent ou blessent plus de 200 grenadiers. Le 27 mai, Napoléon ordonne à une division commandée par Joseph Chabran d'assiéger le fort. Un régiment de 1 243 fusiliers commandés par 119 officiers se lance à l'assaut du fort, mais les canons d'appui français cachés sont trop petits pour endommager sérieusement l'édifice. Le siège se poursuit jusqu'au 29 mai, date à laquelle un canon de 12 pouces baptisé cannone di Andreossi est positionné dans l'église située derrière le fort, à l'abri des regards de l'ennemi. Le 1er juin, le canon commence à tirer sur le fort, détruisant une partie de ses murs. À la fin de la journée, Bernkopf se rend, ayant perdu la moitié de ses forces. Les Lombards sont autorisés à quitter le fort avec les honneurs de la guerre avant d'être faits prisonniers, comme c'est la coutume à l'époque après la reddition d'une force assiégée.

## Conséquences
Napoléon lui-même nomme ce fort le « vilain castel de Bard » et ordonne sa destruction complète. Bien que les Français aient été retardés, Napoléon parvient à vaincre les forces autrichiennes lors de la bataille de Marengo.